# Río Arbuniel
El río Arbuniel es un curso de agua del sur de la península ibérica, afluente del río Cambil. Discurre por la provincia española de Jaén.

## Curso
Discurre por la provincia de Jaén. Nace al pie del monte "Torre de Gallarin", en el término municipal de Cambil y, tras pasar por un barranco en dirección oeste, termina desembocando en el río Cambil. Aparece descrito en el primer volumen del Diccionario geográfico-estadístico-histórico de España y sus posesiones de Ultramar de Pascual Madoz con las siguientes palabras:

ALBUNIEL ó ARBUNIEL: arroyo; nace al pie N. del cerro llamado Torre de Gallarin, en la prov. de Jaén, part. jud. de Huelma, térm. jurisd. de la v. de Cambil; entra á dist. de unas 1,500 varas en el barranco de los Batanes, y tomando la dirección de E. á O., corre el espacio de una leg. basta reunirse con el r. procedente de Cambil (V.). Da impulso por distintas acequias, sin necesidad de presas, á cinco molinos harineros que reúnen 14 piedras, y otros 5 de aceite; y riega un pago de olivar de 9,500 pies, donde tambien hay algunas viñas, otros pedazos de tierra sin plantío de 140 fan. y varias huertas. El agua es de muy mala calidad, algo templada, en términos que no pueden usarla para beber los hab. de las muchas casas de campo que se encuentran en aquel corto recinto, y al pasar por las acequias y por la superficie de las tierras, deja en ollas una clase de estuco que parece piedra, en tal abundancia, que en la limpia de cáuces que se hace anualmente en los primeros dias de setiembre, es preciso picarlo en algunos puntos, para evitar que se obstruyan los acueductos: sin embargo, es tal la claridad del agua, que en ella nada se nota.
(Madoz, 1845, p. 341)

Las aguas del río, perteneciente a la cuenca hidrográfica del Guadalquivir, acaban vertidas en el océano Atlántico.